# Sainlez
Sainlez is een dorp in de Belgische gemeente Fauvillers in de provincie Luxemburg. Het ligt in deelgemeente Hollange, twee kilometer ten noordoosten van het centrum van Hollange. De plaats is van verre te herkennen aan de 80 meter hoge watertoren.

## Geschiedenis
Op het eind van het ancien régime ontstond in 1795 de gemeente Sainlez. In 1823 werden bij een grote gemeentelijke herindeling in Luxemburg veel kleine gemeente samengevoegd en de gemeenten Sainlez en Strainchamps werden opgeheven en bij Hollange gevoegd.
In 1944 werd bij de Slag om de Ardennen de bevolking van Sainlez bijzonder zwaar getroffen. Tijdens de bombardementen op eerste kerstdag kwamen 29 burgers (waaronder veel kinderen) om het leven.
In 1962 werd de watertoren gebouwd.
Bij de gemeentelijke fusies van 1977 werd Hollange, waartoe Sainlez behoorde, een deelgemeente van de gemeente Fauvillers.

## Bezienswaardigheden
- De Église Saint-Pierre

## Verkeer en vervoer
Sainlez ligt aan de Nationale weg N4, 15 kilometer ten zuiden van Bastenaken en 7 kilometer ten noorden van Martelange.
Deelgemeenten: Fauvillers · Hollange · Tintange

Overige dorpen: Bodange · Burnon · Honville · Hotte · Malmaison · Menufontaine · Sainlez · Strainchamps · Warnach · Wisembach

Belgische gemeenten · Arrondissement Bastenaken · Luxemburg · Wallonië